# Hydraena miyatakei
Hydraena miyatakei är en skalbaggsart som beskrevs av Satô 1959. Hydraena miyatakei ingår i släktet Hydraena och familjen vattenbrynsbaggar. Inga underarter finns listade i Catalogue of Life.